# Carl Lange (läkare)
Carl Georg Lange, född 14 december 1834 i Vordingborg, död 29 maj 1900 i Köpenhamn, var en dansk neurolog och psykolog, bror till Julius och Frederik Lange, far till Sven Lange. 
Lange avlade medicinsk examen 1859, gjorde den sedvanliga kandidattjänsten och sändes 1863 till Grönland för att undersöka hälsotillståndet där. Han var reservmedikus vid Frederiks Hospital 1863–1866 och assisterande läkare vid Almindelig Hospital 1866–1867, men reste därefter utomlands för att studera mikroskopi och nervsjukdomar. Åren 1869–1871 höll han föreläsningar i neurologi och blev 1875 docent i patologisk anatomi, varefter han 1877 blev lektor och 1885 professor. Lunds universitet utnämnde honom till hedersdoktor 1893.
Lange var 1868–1872 var han distriktsläkare i Köpenhamn, senare kommunläkare där 1872–1876, och från 1883 var han borgarrepresentant i samma stad. Han organiserade även flera utställningar, som till exempel de två hygieniska 1887 och 1888. Han var medstiftare av Silkeborgs vattenkuranstalt och av Selskabet til sundhedsplejens fremme och medlem av en stor rad kommittéer, delvis av internationell art, och var sekreterare vid läkarkongressen 1884. Utöver nedanstående skrifter publicerade han en mängd mindre artiklar, särskilt i "Hospitalstidende", vars redaktör han var 1866–1892.